# 长堡镇
长堡镇，是中华人民共和国贵州省铜仁市德江县下辖的一个乡镇级行政单位。
2012年12月11日，贵州省人民政府批复同意撤销长堡土家族乡，设置长堡镇，镇人民政府驻长堡社区。

## 行政区划
长堡镇下辖以下地区：
长堡社区、行溪村、三角村、灯塔村、绿化村、高家村、土溪村、熊坝村、杨井坪村、徐家岩村、新民村、杨河村、马家溪村、大宅头村、东山村、坝上村、上堡村、硐溪村和桥溪村。